# Xsolla
Xsolla (bis 2010 2Pay) ist ein Bezahldienstleister, der weltweit individuelle Bezahlungslösungen für Onlinespiele bereitstellt. Als auf die Spieleindustrie spezialisierter Bezahldienstleister bietet Xsolla 500 Zahlungsmethoden in Nord- und Südamerika, Europa, Russland, der MENA-Region, Asien und Ozeanien.
Beispiele für Zahlungsmethoden mit Xsolla sind Kredit- und Debitkarten, Online Banking, Bargeld und mobile Zahlungen, E-Wallets und Prepaid-Karten.
Neben dem Hauptquartier in Kalifornien hat Xsolla Niederlassungen in Moskau, Perm (Russland), Berlin und Kiew (Ukraine). Der Dienst wird von Spieleherstellern wie Valve (Steam), Aeria Games, Bigpoint, Gameforge, Ankama, Wargaming.net, Gaijin Entertainment, Goodgame Studios, EpicGames, Snail Games, verwendet. Zudem werden Subscriptions bei Twitch über Xsolla abgewickelt.

## Geschichte
Xsolla wurde im Jahr 2006 in Perm (Russland) von Alexander Agapitow als 2Pay gegründet und bot Bezahldienste über lokale Zahlungsmethoden an (Bargeld-Kiosks, Prepaid-Karten, Postanweisungen und e-wallets). Die ursprüngliche Zielgruppe waren russische Spieleentwickler und -veröffentlicher. Mit der Aufnahme von PayPal und SMS-Zahlungsmöglichkeiten stieg 2Pay in den CIS-Markt ein und begann eine weltweite Expansion.
Das Hauptquartier von 2Pay zog 2010 nach Sherman Oaks in Kalifornien um. Das Unternehmen wurde in Xsolla umbenannt, dessen Corporate Image von Art. Lebedev Studio gestaltet wurde.  Zusätzliche Niederlassungen in Moskau und Kiew wurden eröffnet, und das erste Büro der Firma in Perm wurde ein wichtiges F&E-Zentrum.

Am 21. Februar 2022 kündigte Aleksandr Agapitov die Gründung von X.LA an, einer „Community-gesteuerten Organisation, die darauf abzielt, die Art und Weise, wie Urheber von ihrer Arbeit profitieren, durch die Nutzung neuartiger Technologien und Konzepte des Web3 zu demokratisieren.“ X.LA nutzt Blockchain- und Web3-Technologien, um Urhebern auf der ganzen Welt über ein dezentrales Protokoll einen besseren Zugang zu Erlösbeteiligungen zu ermöglichen.

## Produkte

### Zahlungsdienste
Im August 2013 arbeitete Xsolla mit 500 Zahlungssystemen weltweit, unter anderem Kredit- und Prepaid-Karten, mobilen Zahlungen, Premium-SMS, e-wallets, Bargeld und e-cash, sowie Bezahl-Kiosks. Neben weltweiten Zahlungsmethoden – wie Visa, MasterCard, Maestro, American Express und PayPal – bietet Xsolla auch lokale Zahlungsoptionen. Darunter sind lokale Banken (Chase, Bank of America, U.S. Bank, Citibank in den USA, Sberbank, Alfa-Bank, Russian Standard Bank in Russland, La Caixa und IberCaja in Spanien), lokale Mobiltelefonanbieter (T-Mobile und Vodafone in Deutschland, MTS, Beeline, MegaFon und Rostelecom in Russland, T-Mobile, Verizon, AT&T, Sprint in den USA), lokale e-wallets (Skrill, Neteller in Europa, Yandex.Money, Qiwi und Webmoney in Russland, Cherry Credits und Alipay in China). Der Dienst wird durch einen patentierten Algorithmus betrieben, PayRank, der Zahlungsoptionen für jeden individuellen Benutzer aufgrund einer Anzahl von Variablen (Ort, Bezahlhistorie, Spieltyp, Geldwert) zuschneidert. Aus den möglichen 500 Bezahloptionen wird dem Benutzer eine Auswahl der lokalen Optionen präsentiert. Die Anzahl von verfügbaren Bezahlmethoden ist seit 2010, als Xsolla 70 Möglichkeiten weltweit anbot, um das Siebenfache gestiegen. Neue Zahlmethoden werden regelmäßig aufgenommen und automatisch zu existierenden Xsolla-Projekten hinzugefügt.

#### PayStation
PayStation ist ein für verschiedene Schnittstellen angepasste Xsolla-Tool, einschließlich i-Frame, für Verwendung im Spiel selbst, auf dem Handy, dem Tablet und an Desktop-PCs. Alle Xsolla-Bezahloptionen sind nach Land und Typ geordnet.

#### PayBar
PayBar ist eine kompakte Version von PayStation mit dem Ziel, Geldüberweisungen mit minimalem Platzaufwand durchzuführen. Es zeigt mehrere empfohlene und vorher verwendete Bezahloptionen und ermöglicht es, eine Vollversion von PayStation zu starten.

#### PayRank
PayRank ist laut Firmenangaben ein patentierter Algorithmus, der Bezahloptionen individuell für jeden einzelnen Benutzer auswählt und die relevantesten Optionen einfach zugänglich macht.

### Rechnungslegung
Der 2013 präsentierte Rechnungslegungsdienst ermöglicht es, Spieleveröffentlichern und -entwicklern vollständige Unterstützung in der Spiele-Monetarisierung zu erhalten. Xsolla hostet die Rechnungslegungsseite des Spiels und zeigt Preise in lokaler Währung an, erlaubt 1-Klick-Bezahlung, bietet individuelle Ausverkäufe und Promotionen an, rechtliche sowie Buchhaltungsdienste, und erzeugt individuell zugeschnittene Analyseberichte.

### Betrugsmanagement
Laut Xsolla deckt dessen Betrugs- und Ausgleichsmanagementdienst ein Spektrum an Ereignissen ab, einschließlich Ausgleichsbuchungen.

### Kundenunterstützung
Ein zusätzlicher Dienst, der von Xsolla angeboten wird, ist die Kundenunterstützung. Sie ist in mehreren Sprachen und rund um die Uhr verfügbar.

## Marktabdeckung
Laut Firmenangaben erreicht Xsolla eine weltweite Abdeckung, mit 100 % Präsenz in Russland und CIS und starker Präsenz in anderen Regionen. Im Jahr 2011 konzentrierte sich Xsolla auf den ukrainischen Markt, da dieser einen der am schnellsten wachsenden Märkte für die Gaming-Industrie in der Osteuropa-Region darstellt. Das Unternehmen erweitert sein Business-Portfolio mit dem Hinzufügen von weiteren Bezahloptionen (wie Skrill und SafetyPay in Europa, Centili in 48 Ländern,) und Spieleentwicklern/-veröffentlichern (Barbily, S2 Games, Valve, und vielen mehr) weltweit.